# Station Sehnde
Station Sehnde (Bahnhof Sehnde) is een spoorwegstation in de Duitse plaats Sehnde, in de deelstaat Nedersaksen. Het station ligt aan de spoorlijn Lehrte - Nordstemmen.

## Indeling
Het station heeft twee zijperrons, die niet zijn overkapt maar voorzien van abri's. De perrons zijn via een trap, lift en hellingbaan vanaf een voetgangerstunnel te bereiken. Deze komt uit op de straat Bahnhofstraße, waar zich ook een fietsenstallingen en parkeerplaatsen bevinden. Langs de straat Peiner Straße ligt de bushalte van het station.

## Verbindingen
Het station is onderdeel van de S-Bahn van Hannover, die wordt geëxploiteerd door DB Regio Nord. De volgende treinserie doet het station Sehnde aan:
| Serie | Treinsoort             | Route                                           | Bijzonderheden |
| ----- | ---------------------- | ----------------------------------------------- | -------------- |
| S3    | S-Bahn (DB Regio Nord) | Hannover Hbf – Lehrte – Sehnde – Hildesheim Hbf |                |